# Live at Donington '87
Live at Donington '87 è il sesto EP del gruppo musicale statunitense Metallica, pubblicato il 30 settembre 2020 dalla Blackened Recordings.

## Descrizione
Pubblicato esclusivamente in formato 7", il disco rappresenta la prima uscita legata al Vinyl Club lanciato dal gruppo nel corso dell'anno e comprende due brani registrati durante la performance dal vivo tenuta dai Metallica al Monsters of Rock 1987, dove si esibirono insieme a Anthrax, Bon Jovi, Cinderella, Dio e W.A.S.P..

## Tracce
Testi e musiche di James Hetfield, Lars Ulrich e Cliff Burton.
Lato A
1. For Whom the Bell Tolls (Live at Donington) – 4:22

Lato B
1. Leper Messiah (Live at Donington) – 5:39

## Formazione
Gruppo
- James Hetfield – chitarra, voce
- Lars Ulrich – batteria
- Kirk Hammett – chitarra
- Jason Newsted – basso

Produzione
- Greg Fidelman – produzione esecutiva
- Billy Joe Bowers – mastering
- Pushead – copertina
- David Turner – grafica
- Alex Tenta – layout